# Шидозеро (озеро, Онежский район)
Шидозеро — пресноводное озеро на межселённой территории Онежского района Архангельской области.

## Общие сведения
Площадь озера — 5 км², площадь водосборного бассейна — 121 км². Располагается на высоте 172 метров над уровнем моря.
Форма озера лопастная, длина 3,5 км, максимальная ширина — 2,9 км. Берега низменные, большей частью заросшие лесом, часто заболоченные. В озеро впадают две небольшие реки: на западе Вижа, вытекающая из Вижозера, а на юго-западе — Мотка, вытекающая из Моткозера.. Кроме того, на юге впадает безымянный ручей, напротив устья которого на озере имеется небольшой остров. На северо-востоке из озера вытекает река Подломка, относящаяся к бассейну Белого моря.
Населённые пункты и автодороги вблизи водоёма отсутствуют. Ближайший населённый пункт — деревня Нижнее Устье, расположенная в 76 км к юго-востоку..
Код объекта в государственном водном реестре — 03010000111103000001732.